# Per aspera ad astra

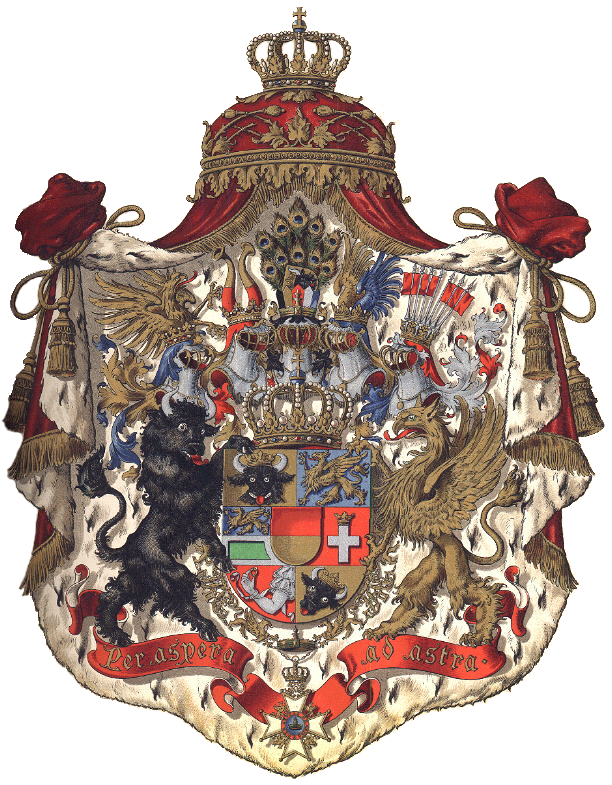
Per aspera ad astra auf dem Wappen von Mecklenburg-Schwerin

Per aspera ad astra, wörtlich: „durch das Raue zu den Sternen“, ist eine lateinische Redewendung; sie bedeutet: „Über raue Pfade gelangt man zu den Sternen“ oder „Durch Mühsal gelangt man zu den Sternen“.
Diese Redewendung hat ihren Ursprung bei Seneca. Sie stammt aus seiner Tragödie Hercules furens (Der wildgewordene Herkules). Dort heißt es: „Non est ad astra mollis e terris via“, deutsch „Es ist kein weicher (= bequemer) Weg von der Erde zu den Sternen“.
Heinrich von Kleist erwähnt in seinem Drama Prinz Friedrich von Homburg oder die Schlacht bei Fehrbellin diesen Spruch auf der Standarte des schwedischen Heeres, die in der Schlacht bei Fehrbellin am 28. Juni 1675 durch Friedrich II. von Hessen-Homburg erobert wurde.
Die Redewendung steht auf dem Wappen und dem Orden der Wendischen Krone von Mecklenburg-Schwerin, auf dem lettischen Drei-Sterne-Orden und ist unter anderem das Motto der United States Air Force Academy. ‚Per ardua ad astra‘ – „Durch Elend zu den Sternen“ – ist bedeutungsverwandt und wird beispielsweise von der Royal Air Force verwendet, ebenso von der Royal Australian Air Force und der Royal New Zealand Air Force.

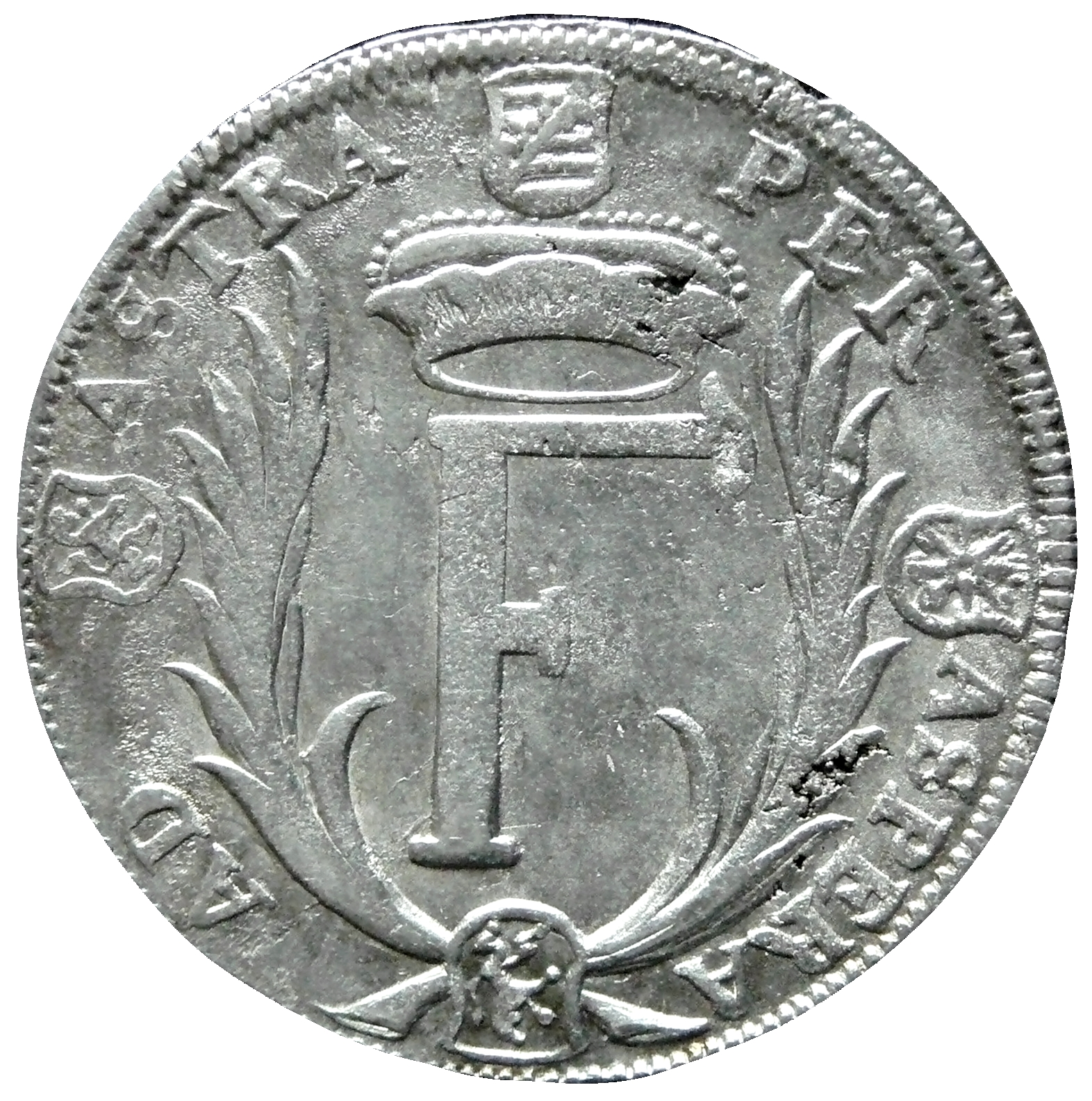
Per aspera ad astra auf der Silbermünze 2/3-Taler (Gulden) 1679 von Friedrich I., Herzog von Sachsen-Gotha und Altenburg (1675–1691)

Zudem findet sich Per aspera ad astra auf der Flagge des US-Bundesstaates Kansas und unter dem Wappen der Stadt Gouda. Die Schöpfer der Fernsehserie Star Trek entlehnten das Motto als Wahlspruch der Sternenflotte. Auch die Universität Klagenfurt, die California State University, East Bay und die Transnistrische Taras-Schewtschenko-Universität in Tiraspol nutzen die Redewendung als ihr Motto.
Darüber hinaus verwenden verschiedene Schüler- und Studentenverbindungen, wie z. B. die Göttinger Burschenschaft Brunsviga, die Hallenser Landsmannschaft Vitebergia, die Landsmannschaft Marchia Berlin zu Osnabrück, die Braunschweiger Burschenschaft Alemannia sowie die Braunschweiger Burschenschaft Germania, die Redewendung als Wahl- bzw. Leitspruch.
Des Weiteren findet sich die Redewendung als Schulmotto des Heidelberg Colleges.
Per aspera ad astra ist auch der Wappenspruch des preußischen Adelsgeschlechts von Wernsdorff.
Außerdem findet sich die Redewendung in der abgewandelten Form „Ad Astra Per Aspera“ auf der Plakette zum Gedenken an die verbrannte Besatzung der Apollo 1 an der Startrampe auf Cape Canaveral. Auch die Zigarettenmarke Pall Mall verwendet die Phrase in ihrem Logo.

## Werke
Eine Auswahl von Werken mit dem Titel Per aspera ad astra:
- Marsch von Ernst Urbach
- Buchtitel von Ernst Legal
- Fries in 34 Tafeln von Karl Wilhelm Diefenbach
- Musikalbum von Stars of the Lid
- Songtitel von Die Apokalyptischen Reiter
- Songtitel von Fleshgod Apocalypse

Die zweite Folge der zweiten Staffel der Serie Star Trek: Strange New Worlds hat den Titel Ad astra per aspera. Sie wird dort als Wahlspruch der Sternenflotte vor Gründung der Föderation genannt und findet in der Folge eine Referenz dafür, dass man Anstrengungen und Opfer braucht, um das Ziel zu erreichen.

## Andere Verwendungen

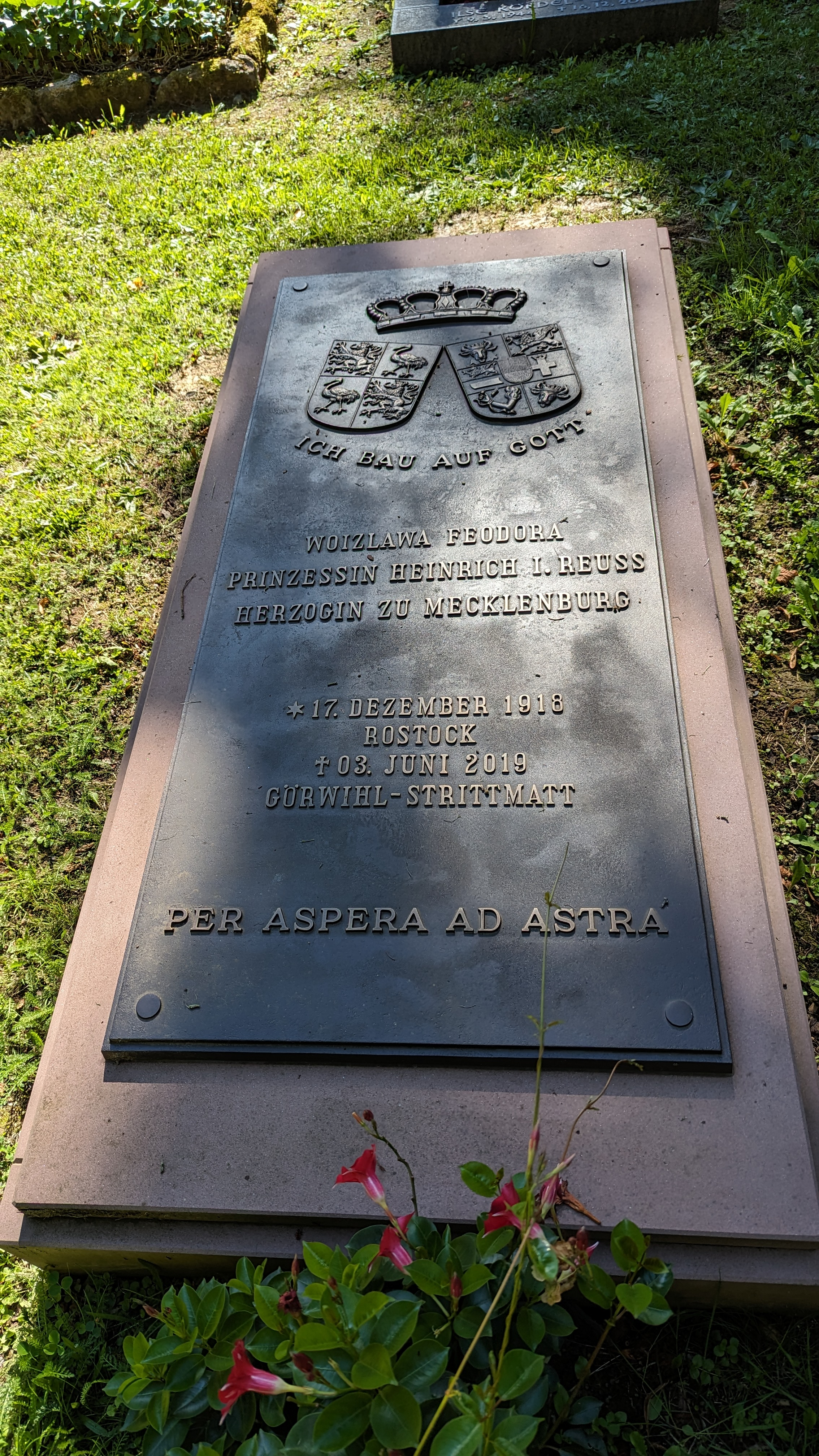
„PER ASPERA AD ASTRA“ auf dem Grabmal von Woizlawa-Feodora Prinzessin Reuß im Kloster Arnsburg (Lich, (DE))

Die Redewendung wird u. a. auch auf Grabmalen verwendet (Bild).